# Desmos polycarpus
Desmos polycarpus là loài thực vật có hoa thuộc họ Na. Loài này được Jessup mô tả khoa học đầu tiên năm 2007.